# وادي القذف
وادي القذف هي منطقة وديان تقع إلى الجنوب من مدينة الرحالية جنوب غرب 90 كم جنوب غرب الرمادي في محافظة الأنبار في العراق، وتشتهر بوفرة الكمأ.